# Christian Gaïtch
Christian Gaïtch est un acteur français.

## Biographie
Christian Gaïtch a débuté à la Ligue d'Improvisation Française (LIF) comme assistant arbitre, pour ensuite devenir une valeur sure en qualité de joueur. Fait désormais partie du Cercle des Menteurs.

## Filmographie

### Cinéma
- 1997 : Le Pari de Didier Bourdon et Bernard Campan
- 1997 : Une famille formidable de Gérard Vergez

### Télévision
- 2002 : Alice Nevers : Le juge est une femme - Jackpot (Stéphane Kappes)
- 1998 : Famille de cœur de Gérard Vergez

## Émission de télévision
- 1998 : Jeux de comédie (émission quotidienne de l'été sur France 2 - Réalisateur Bernard Gonner)

## Théâtre
- 1994 : Le Cercle des Menteurs de Christian Sinniger
- 1995 : Mireille et Les bouchons de Laurence Pelly et Jérôme Savary
- 1996 : En attendant la noce de et m.e.s. Gérard Darier
- 1998 : Le Magicien d'Oz de Gil Galliot : rôle de l'épouvantail
- 1999 : Les copropriétaires de et m.e.s. Gérard Darier